# .gs
.gs es el dominio de nivel superior geográfico (ccTLD) para las islas Georgias del Sur y Sandwich del Sur, entregado en 1997.

## Demanda argentina
En 2011 la Asociación Argentina de Usuarios de Internet presentó formalmente a la Corporación de Internet para la Asignación de Nombres y Números (ICANN) una solicitud para que otorgara a la República Argentina la administración de los nombres de dominio .fk (de las islas Malvinas) y .gs (de las islas Georgias del Sur y Sandwich del Sur). Dicha petición, junto a la solicitud de la conformación de una comisión para discutir el asunto, se formalizó ante el organismo durante cuatro años seguidos sin obtener respuestas.
A pesar de la actitud del organismo, la asociación de internautas argentinos presentaron ante la directiva de ICANN en 2014 su «preocupación» por «la desatención del organismo a los reclamos continuos de los usuarios». El organismo solicitó que «se deje de hablar del tema». En junio de 2015, la asociación argentina presentará al organismo durante una reunión en Buenos Aires un documento firmado por presidentes de las organizaciones de internautas de América Latina, para que la petición sea atendida.